# 2012年尖閣諸島抗議デモ
2012年尖閣諸島抗議デモ（2012ねんせんかくしょとうこうぎデモ）とは、2012年に発生した香港活動家尖閣諸島上陸事件以降に各国で実施されているデモ活動。特に日本政府の尖閣諸島3島の国有化以降に中国・日本・台湾で様々な抗議デモが行われているが、中国の各都市で行われたデモでは、参加者が暴徒化し大規模な破壊・略奪行為に発展するなどして日中関係に大きな影響を与えた。

## 日本
2012年以前
2010年10月、東京を含む主要7都市で、田母神俊雄による尖閣諸島とを巡る反中国デモが主催された。
香港活動家上陸事件以降
香港活動家尖閣諸島上陸事件を受けて、8月19日に頑張れ日本!全国行動委員会が魚釣島に上陸して尖閣諸島に対する日本の主権護持を訴えた（日本人活動家尖閣諸島上陸事件）。
尖閣諸島国有化と2012年の中国における反日活動以降
尖閣諸島国有化以降の9月15日から一気に大規模化した2012年の中国における反日活動で、中国各都市の日系企業の工場や商店が破壊・放火・略奪され、在中日本人が暴行される事件が相次いだ。また中国政府が尖閣諸島の中国の領有権を主張しながら日本政府の国有化を強く批判し、中国公船が尖閣諸島の接続水域内を連日徘徊して領海侵犯を繰り返していることから、日本国内でも中国に対する様々な抗議デモが起こった。
9月17日、東京都港区の在日中国大使館前で反中デモが実施され、日本人活動家5人が一連の尖閣諸島問題に抗議し日中断交を訴えた。
9月18日午前9時ごろ、石垣市の漁船をチャーターしてやってきた鹿児島県の地域政党「薩摩志士の会」のメンバー3名のうち2名（上陸したうち1名は幸福実現党所属の歌手でもある）が魚釣島に上陸し、尖閣諸島戦時遭難事件の慰霊碑に花を手向け、日章旗を掲げた。この件に関して幸福実現党は、党の命令ではなく個人の行動だったとし「日本の領土主権が脅かされている中、日本国民としての、やむにやまれぬ思いに駆られての行動と推察する。日本政府に対して尖閣防衛のため毅然とした対応を取るよう要望する」とのコメントを発表し、幸福の科学出版のThe Liberty webでは党員の行動について「愛国無罪」と報道している。
9月22日には東京都港区六本木で、頑張れ日本!全国行動委員会が主催して「中国政府の尖閣諸島侵略」に反対するデモ活動が実施された。警察発表では約700人、主催者発表では約1400人が参加し、約1キロメートルをデモ行進した。人民日報はこの活動に対して「中国への領土侵害であり、故意に騒ぎを起こし黒を白と言いくるめている」と論評した。
9月27日、東京都港区の在日本中国大使館に、小銃の弾丸とみられる金属弾が野田佳彦名義で送りつけられた。警視庁麻布警察署は、尖閣問題に関して嫌がらせ目的で行われたものとみて、火薬類取締法違反容疑での捜査を行った。中華人民共和国外交部の洪磊報道官は、「中国はこれに高い関心を示しており、強く非難する。」と述べた。
9月28日には、福岡市や志免町の中国関連企業や中華料理店に投石したとして、指定暴力団福博会系組幹部らが、福岡県博多警察署により逮捕された。
9月29日には池袋で在日特権を許さない市民の会の主催で「史上最大の反中デモ!」が実施された。中国で日本人というだけで暴力を受けたり、日系企業への略奪といった事柄への抗議がされた。ニコニコ生放送で活動の模様が中継され、来場者数は25000人を超えた。同日には大阪でもデモ活動が実施され約100人が集まった。終了後に参加者の二人が中国領事館に消火器を噴射、壁に墨汁入りのペットボトルを投げつけたことで建造物損壊の現行犯で逮捕された。

## 台湾
尖閣諸島国有化以降
9月23日、台北市で保釣運動や退役軍人団体などが動員した約1000人によるデモ行進が起きた。